# Transylvania Damn Fun
Transylvania [Damn Fun] — румунський музичний колектив, заснований у 2013 році. Засновниками нового напрямку в танцювальній музиці — TDM (Transylvania Dance Music), є Влад Даміан та Костянтин Згомот.

## Історія
Transylvania [Damn Fun] була створена в 2013 році (Румунія). Унікальність полягає в древніх коренях і в неймовірній манері виконання. Засновниками нового напрямку в танцювальній музиці — TDM (Transylvania Dance Music), є Vlad Damian та Constantine Zgomot. Vlad є експертом трансільванського фольклору, в галузі культури і історії цього древнього народу. Constantine присвятив більшу частину свого життя DJ і звукорежисури. Об'єднавши сили, лідери створили абсолютно новий напрямок в танцювальній музиці.

За легендою Vlad Damian (соліст) та професор Constantine Zgomot (dj) прибули з далекого минулого часу. Музиканти гурту — частково механічні роботи, а їх інструменти — механізми, зроблені з клепаного металу, мідних труб і дерева. Все це творіння божевільного, але талановитого професора. У створенні костюмів і декорацій використовується елементи стилю стімпанк.
Зауважимо, що впродовж 2015 року пісні гурту Transylvania [Damn Fun] були в топ-рейтингах найвпливовіших хіт-парадів Європи. Якісне звучання гурту забезпечує всесвітньо відома англійська студія "Wave 365 Media".
У 2017 році, Transylvania [Damn Fun] в тандемі із відомим українським режисером Любомиром Левицьким, зняли відео на першу та єдину україномовну пісню "WTF (Ukrainain mix)". Реліз музичного відео до україномовної версії треку WTF (Ukrainian mix) стався 28 серпня 2017 року. До цього гурт вже створив англомовну версію цього синглу під назвою. "WTF (Original mix).

## Дискографія

### Альбоми

#### Mr. Vlad (2017)[4]
|     | Назва                          | Тривалість |
| --- | ------------------------------ | ---------- |
| 1.  | Dance of Transylvania          |            |
| 2.  | Time for Damn Fun              |            |
| 3.  | Mr. Vlad                       |            |
| 4.  | Kibori                         |            |
| 5.  | Bordei                         |            |
| 6.  | Witch (HH Machine Remix)       |            |
| 7.  | Vampires Immortal              |            |
| 8.  | Fly Away                       |            |
| 9.  | Temero                         |            |
| 10. | Basma                          |            |
| 11. | Dorule                         |            |
| 12. | Brothers from Transylvania     |            |
| 13. | Kibori (Slava Flash Remix)     |            |
| 14. | Dance Like Damn                |            |
| 15. | Herz, mein Herz                |            |
| 16. | Giovanni Caro                  |            |
| 17. | Florareasa                     |            |
| 18. | Basma (Battle of Zgomot Remix) |            |
| 19. | Witch                          |            |
| 20. | Bordei (Slava Flash Remix)     |            |
| 21. | Crying Angels (OST)            |            |

### Сингли
- Temero (Parno Graszt cover, 2017)
- WTF (Original mix) (2017)[4]
- WTF (Ukrainian mix) (2017)[5][4]

## Відеографія
- «Brothers from Transylvania» (мультиплікаційне відео, 2016)
- «Bordei» (2016)
- «Florareasă» (Live, 2016)
- «Dorule» (неофіційне, 2016)
- «Fear of Solitude» (мультиплікаційне відео, 2017)
- «Temero» (2017)[6] (у кліпі знявся Василь Вірастюк)[7]
- «WTF (Ukrainian mix)» (2017)[5]